# Cimitero dei Boschetti
Il Cimitero Monumentale dei Boschetti è il maggiore cimitero cittadino della Spezia, che si estende tra i quartieri periferici di Melara e della Pieve, ad est della città.

## Storia
Il primo cimitero cittadino era situato all'interno delle mura medievali com'era usanza al tempo, in un cortile posto dietro all'abside della Chiesa Abbaziale di Santa Maria Assunta; il cortile, ancora esistente e in completo stato di abbandono, funse da cimitero fino all'Editto di Saint Cloud all'inizio del XIX secolo.
A seguito delle disposizioni napoleoniche circa l'ubicazione delle aree cimiteriali al di fuori delle mura cittadine, venne costruito un nuovo cimitero nei pressi dell'attuale civico 101 di via Vittorio Veneto, abbandonando definitivamente l'antica sede. 
Di lì a a un sessantennio però, complice soprattutto la costruzione dell'Arsenale Militare Marittimo dal 1862 al 1865, che fece lievitare vertiginosamente la popolazione, ci si rese conto che il nuovo camposanto era insufficiente ai bisogni che crescevano con l’aumento della popolazione. Per questo si pensò ad un nuovo ulteriore camposanto da realizzarsi nella località da tutti chiamata Boschetti, in una zona estremamente periferica della città, in aperta campagna.
Inizialmente i Boschetti vennero individuati come sede provvisoria che funzionasse in contemporanea con il cimitero di Migliarina, fino ad allora riservato agli acattolici; la data di questo primo passo è il giugno 1865, è quanto mai significativa.
Nel 1873, ai primi di agosto, quando ormai era stato deciso che i Boschetti sarebbero stati la sede definitiva del camposanto, si cominciò a sbancarne la collina, svolgendo i lavori con tale rapidità che già nei primi mesi del 1874 iniziarono le inumazioni.
Curioso è il fatto che l'area dei Boschetti fosse compresa inizialmente nel territorio del Comune di Vezzano Ligure, passando poi alla Spezia assieme alle frazioni e località di Limone, Termo, Melara, San Venerio e Carozzo soltanto nel 1928. In occasione della transizione, nel 1929 iniziarono i lavori di ampliamento che lo portarono alle forme attuali.
Nel 1960 nel camposanto viene eretta la Chiesa di Cristo Redentore.

## Monumenti e sepolture illustri
Con il trascorrere del tempo il Cimitero Monumentale dei Boschetti ha accolto pregevoli monumenti e sculture sepolcrali, tanto da essere censito nel Catalogo generale dei Beni Culturali e dal FAI.
- Edicola funeraria Andrea Di Negro, 1885. Tra i più antichi monumenti del cimitero.
- Monumento della famiglia Doria, Eugenio Baroni[5].
- Memoriale dell'artista Emilio Mantelli, 1912 ca, bronzo di Eugenio Baroni
- Monumento della tragedia di Pagliari del 5 luglio 1916, quando a seguito di uno scoppio persero la vita circa 281 persone; il monumento venne inaugurato nel 1929 e l’esedra fu costruita dall’architetto Manlio Costa.[4]
- Tomba di Ubaldo Mazzini, storico e giornalista, 1923.[4]
- Tomba di Mary Della Rosa, bronzo di Angiolo Del Santo, 1925[6].
- Tomba del Ciabattino, composta di tre statue che raffigurano il ciabattino, Natale Faggioni del fu Agostino dalla Spezia, classe 1847, la moglie Carmela Filippi, classe 1862 da Mulazzo e la figlia; circa 1926.[4][7]
- Tomba di Ermanno Gindoli, partigiano, 1945.
- Monumento ai deportati spezzini nei campi di sterminio, inaugurato il 24 ottobre 1954; l’opera, in pietra, mattoni e marmo, venne realizzata dal professor Arduino Ambrosini raffigurando una quercia dai rami spezzati, collocata sopra un muro sbrecciato che da un lato reca la scritta in caratteri infantili “non morti/vivono immortali/nella Libertà”.[8]
- Statua della bambina della famiglia Pellosini, G. Biso[4].
- Tomba dell'aviatore russo.[4]
- Tomba di Ubaldo Formentini, 1958.